# 케네두구현

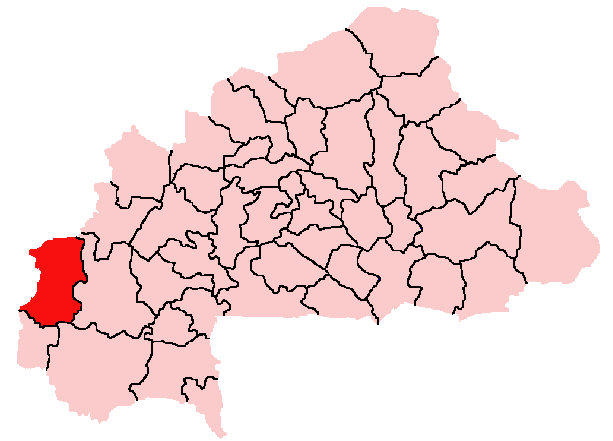
케네두구현의 위치

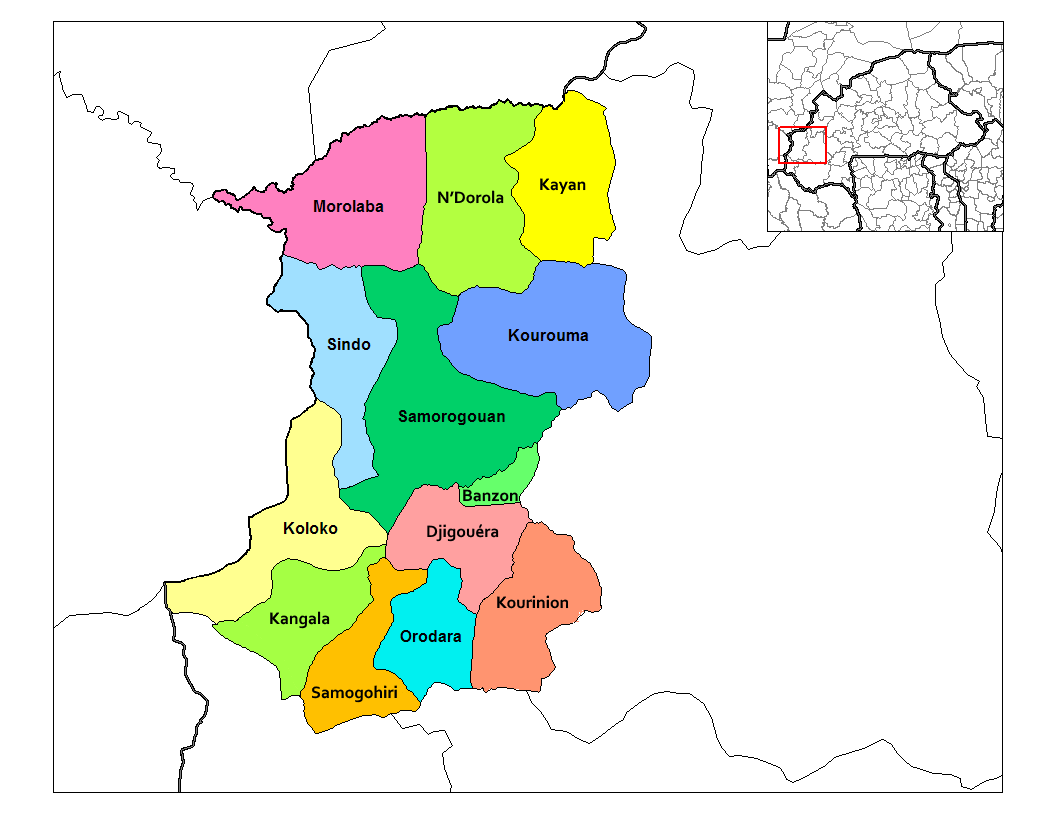
케네두구현의 행정 구역

케네두구현(프랑스어: Kénédougou)은 부르키나파소 오트바생주에 위치한 현으로, 현도는 오로다라이며 면적은 8,137km2, 인구는 283,463명(2006년 기준)이다. 10개 군(지구에라군, 콜로코군, 쿠리그농군, 쿠루마군, 모롤라바군, 은도롤라군, 오로다라군, 사모고이리군, 사모로구안군, 신도군)을 관할한다.

## 같이 보기
- 부르키나파소의 주
- 부르키나파소의 현